# 記念撮影 (BUMP OF CHICKENの曲)
「記念撮影」（きねんさつえい）は、BUMP OF CHICKENの楽曲。9作目の配信限定シングルとして2017年7月5日にリリースされた。

## 概要
前作「リボン」より約2ヶ月と比較的短いスパンでのリリースとなった。前作と同様にデジタルシングルであり、iTunesなどの音楽配信サイトで配信されている。
2017年11月時点で音楽配信での売上は14万ダウンロードを記録。リリックビデオのYouTubeでの再生回数は2022年8月時点で2100万回を超えている。

## 収録曲
1. 記念撮影
日清カップヌードル「HUNGRY DAYS アオハルかよ。」テレビCMソング[5]。同CMは2017年6月から『魔女の宅急便』編[6]、同年9月から『アルプスの少女ハイジ』編[7]、さらには11月から『サザエさん』編[8]が放送された。また2019年には『ONE PIECE』編も放送された[9]。
YouTubeの公式チャンネルにて、2017年7月5日にリリックビデオが[10]、また11月22日にはミュージックビデオが公開された[11]。MVは同年9月にスタートした「BUMP OF CHICKEN TOUR 2017-2018 PATHFINDER」の幕開けとなった幕張メッセ公演（2017年9月16日・9月17日）の映像が使用されている[11]。なお、アルバム『aurora arc』の初回限定盤付属DVD/Blu-rayにはリリックビデオが収録されている。2019年11月には、「HUNGRY DAYS × BUMP OF CHICKEN」として『ONE PIECE』のキャラクターが登場する新たなMVが公開された[12]（現在は非公開）。